# Rakesh Masih
Rakesh Masih (Bulewal, India; 18 de marzo de 1987) es un futbolista de la India que juega en la posición de defensa con el Tollygunge Agragami de la Liga de fútbol de Calcuta.

## Carrera

### Club
| Periodo   | Club                         |
| --------- | ---------------------------- |
| 2004–08   | Tata Football Academy        |
| 2008–13   | Mohun Bagan AC               |
| 2013      | Salgaocar FC                 |
| 2013–2015 | Mohammedan SC Kolkata        |
| 2014      | Atlético de Kolkata (cedido) |
| 2015      | East Bengal                  |
| 2016-2017 | Chennai City FC              |
| 2017-2018 | Southern Samity              |
| 2018–     | Tollygunge Agragami          |

### Selección nacional
Jugó para India en 36 ocasiones de 2005 a 2013 y anotó ocho goles; participó en la Copa Asiática 2011.

## Logros
- Superliga de India (1): 2014
- Copa Federación de la India (1): 2008-09
- Segunda Liga Nacional de India (1): 2005-06
- Liga de fútbol de Chennai (1): 2016-17